# 김세연 (아나운서)
김세연(1991년 5월 4일~)은 대한민국의 스포츠 아나운서이다.

## 학력
- 다선초등학교 졸업
- 다송중학교 졸업
- 성일여자고등학교 졸업
- 연세대학교 노어노문학과 학사

## 방송 활동
- SBS 스포츠 아나운서 (2016년 ~ 현재)